# Tanel Kangert
Tanel Kangert (ur. 11 marca 1987 w Vändrze) – estoński kolarz szosowy.

## Najważniejsze osiągnięcia
Opracowano na podstawie:

2007
- 3. miejsce w Riga Grand Prix
- 2. miejsce w Kreiz Breizh Elites
- 1. miejsce w mistrzostwach Estonii do lat 23 (start wspólny)

2008
- 4. miejsce w Boucles de l’Aulne
- 1. miejsce w mistrzostwach Estonii (jazda ind. na czas)

2010
- 1. miejsce w Tartu Grand Prix
- 1. miejsce w mistrzostwach Estonii (jazda ind. na czas)
- 2. miejsce w mistrzostwach Estonii (start wspólny)

2011
- 3. miejsce w mistrzostwach Estonii (start wspólny)

2012
- 1. miejsce na 9. etapie Tour de Suisse
- 2. miejsce w mistrzostwach Estonii w (jazda ind. na czas)
- 1. miejsce w mistrzostwach Estonii (start wspólny)

2013
- 5. miejsce w Grand Prix du canton d'Argovie
- 6. miejsce w Tour de Suisse
- 1. miejsce w mistrzostwach Estonii (jazda ind. na czas)
- 9. miejsce w Tour de Pologne

2014
- 5. miejsce w Vuelta a Andalucía

2016
- 6. miejsce w Vuelta a Murcia
- 2. miejsce w Giro del Trentino
  - 1. miejsce na 1. (jazda druż. na czas), 3. i 4. etapie
- 9. miejsce w igrzyskach olimpijskich (start wspólny)
- 1. miejsce w Abu Dhabi Tour
  - 1. miejsce na 3. etapie

2018
- 1. miejsce w mistrzostwach Estonii (jazda ind. na czas)

2020
- 2. miejsce w Classic de l’Ardèche
- 8. miejsce w Paryż-Nicea

2022
- 2. miejsce w mistrzostwach Estonii (jazda ind. na czas)

## Starty w Wielkich Tourach
| Grand Tour | 2011 | 2012 | 2013 | 2014 | 2015 | 2016 | 2017 | 2018 | 2019 | 2020 | 2021 |
| ---------- | ---- | ---- | ---- | ---- | ---- | ---- | ---- | ---- | ---- | ---- | ---- |
| Giro       | -    | 26.  | 13.  | -    | 13.  | 23.  | DNF  | DNF  | 18.  | 32.  | 21.  |
| Tour       | -    | -    | -    | 20.  | 22.  | 26.  | -    | 16.  | 27.  | -    | -    |
| Vuelta     | 63.  | -    | 11.  | DNF  | -    | -    | -    | -    | -    | -    | -    |